# 釋懷深
釋懷深（1077年—1132年），號慈受，俗姓夏，壽春六安（今屬安徽）人。
十四歲出家。徽宗崇寧初年，前往嘉禾拜凈照為師，在資聖寺悟法。政和初年住持儀真資福寺。欽宗靖康年間住持靈巖堯峰院。高宗紹興二年（1132年）卒。《嘉泰普燈錄》卷九、《五燈會元》卷六有傳。